# Spinimegopis formosana
Spinimegopis formosana là một loài bọ cánh cứng trong họ Cerambycidae.